# Emília Costa
Emília Costa é uma atleta portuguesa. Ganhou uma medalha de bronze nos Jogos Paraolímpicos de Seul (Coreia do Sul), em 1988, na categoria de Bocha. 

## Palmarés
| Jogos Paralímpicos | Jogos Paralímpicos   | Jogos Paralímpicos | Jogos Paralímpicos |
| Ano                | Localizaçao          | Medalha            | Categoria          |
| ------------------ | -------------------- | ------------------ | ------------------ |
| 1988               | Seul (Coreia do Sul) | Bronze             | Bocha (C1)         |